# Ерлтон (Канзас)
Ерлтон (англ. Earlton) — місто (англ. city) в США, в окрузі Ніошо штату Канзас. Населення — 60 осіб (2020).

## Географія
Ерлтон розташований за координатами 37°35′14″ пн. ш. 95°28′12″ зх. д. / 37.58722° пн. ш. 95.47000° зх. д. (37.587359, -95.469951).  За даними Бюро перепису населення США в 2010 році місто мало площу 0,38 км², уся площа — суходіл. В 2017 році площа становила 0,41 км², уся площа — суходіл.

## Демографія
Згідно з переписом 2010 року, у місті мешкало 55 осіб у 23 домогосподарствах у складі 17 родин. Густота населення становила 145 осіб/км².  Було 35 помешкань (92/км²).
Расовий склад населення:
| - 96,4 % — білих - 1,8 % — корінних американців |

До двох чи більше рас належало 1,8 %. Частка іспаномовних становила 0,0 % від усіх жителів.
За віковим діапазоном населення розподілялося таким чином: 21,8 % — особи молодші 18 років, 56,4 % — особи у віці 18—64 років, 21,8 % — особи у віці 65 років та старші. Медіана віку мешканця становила 46,5 року. На 100 осіб жіночої статі у місті припадало 83,3 чоловіків;  на 100 жінок у віці від 18 років та старших — 104,8 чоловіків також старших 18 років.
Середній дохід на одне домашнє господарство  становив 30 700 доларів США (медіана — 28 750), а середній дохід на одну сім'ю — 40 615 доларів (медіана — 37 083). За межею бідності перебувало 2,1 % осіб, у тому числі 0,0 % дітей у віці до 18 років та 0,0 % осіб у віці 65 років та старших.
Цивільне працевлаштоване населення становило 18 осіб. Основні галузі зайнятості: освіта, охорона здоров'я та соціальна допомога — 27,8 %, виробництво — 22,2 %, інформація — 16,7 %.